# Narva (reka)
Reka Narva (estonsko Narva jõgi; rusko Нарва), prej tudi Narova, teče 77 kilometrov proti severu v Baltsko morje in je po iztoku največja estonska reka. Podobna dolžina ozemlja daleč na jug, skupaj z njo in veliko daljšim vmesnim jezerom, tvori mejo med Estonijo in Rusijo.
Omenjeno dolgo jezero, ki ga reka drenira, je jezero Peipus. Jezero predvsem odvaja precej daljšo rusko reko Velikaja in veliko razpršeno drenažno porečje v obeh državah.
Reka je dala ime Narva kulturi in mestu Narva, ki leži nasproti ruskemu mestu Ivangorod.
Na obali je del letovišča Narva-Jõesuu. Ustje je posebej odprto proti zalivu Narva v Finskem zalivu, ki gleda proti zahodu. Ima drugi največji izpust v Finski zaliv. Največji izpust je Neva, ki je na četrtem mestu med evropskimi rekami.

## Etimologija
Etimologija toponima Narva ni jasna, po najpogostejši teoriji pa izhaja iz vepske besede narva, ki pomeni slap ali potok. Vepski jezik (znan tudi kot vepsijski; domače vepsän kelʹ, vepsän keli ali vepsä), ki ga govorijo Vepsi (znan tudi kot Veps), spada v finsko skupino uralskih jezikov. Veps je v tesni zvezi s finsko in karelsko pisavo tudi z latinsko pisavo.

## Geografija
Reka Narva izvira na severovzhodnem koncu jezera Peipus, blizu vasi Vasknarva (Estonija) in Skjamja (Rusija). Na zgornjem delu reke je še nekaj majhnih vasic, na primer Permisküla in Kuningaküla na estonski strani in Omuti na ruski strani, toda so do mesta Narva obale reke večinoma gozdnate ali močvirnate. Reka je zajezena pred vstopom v Narvo in Ivangorod ter tvori zbiralnik Narva, ki se razteza do 38 kilometrov navzgor. Narva se izliva v zaliv Narva blizu estonskega mesta Narva-Jõesuu, tretje največje naselje ob reki.
Pljusa je največji pritok, ki se Narvi pridruži pri rezervoarju Narva z desne.

### Slapišče
Med jugovzhodnim delom mesta Narva in ostalim, ki gleda proti ruskemu mestu Ivangorod, reka teče čez Baltski klint in tvori slapišče Narva, v preteklosti  najmočnejše v Evropi. Preden voda doseže slapišče, jo otok Kreenholm razdeli na dve veji, zato je slapišče sestavljeno iz dveh krakov. Slapišče Kreenholm, zahodno od otoka, je široko 60 metrov in visoki 6,5 metra z več terasami. Slapišče Joala na vzhodu je široko 110 metrov in se enakomerno spušča. Mednarodna meja sledi slednjemu.
Od ustanovitve zbiralnika Narva, leta 1955, je slapišče običajno skoraj suho, vendar voda v njem teče nekaj dni vsako leto. Obmejno območje in večina zahodnega brega je zasebno zaprto industrijsko zemljišče, ki pripada Krenholm Manufacturing Company.

## Zgodovina
Narva je bila uporabljena kot trgovska pot v vikinški dobi, od 5. do 11. stoletja. To je bila veja trgovske poti od Varjagov do Grkov.
Narva je bila stoletja pomembna mejna reka. Od 13. stoletja je bila meja srednjeveške Livonije in Novgorodske republike. Čeprav je bila Narva v prejšnjih obdobjih del večjega varovalnega pasu med obema ozemljema, je postopoma reka nastala kot natančna meja. Gradovi, zgrajeni na rečnih bregovih (Hermannov grad, ustanovljen v začetku 14. stoletja, trdnjava Ivangorod, ustanovljena leta 1492 in grad Vasknarva, prvič zgrajen v 14. stoletju) so bili med  glavnimi razlogi za to. Pogodbe iz 15. stoletja med Livonskim redom in Novgorodsko republiko, kasneje Carstvom Rusije, so prav tako priznavali Narvo kot mejo. V 17.. stoletju v času švedske Estonije, ko je bila tudi Ingria del Švedske, se je pomen reke kot meje zmanjšal. V času Ruskega imperija, od konca velike severne vojne do ustanovitve Republike Estonije leta 1918, je bila Narva meja gubernije Estonije in gubernije Sankt Peterburg, z izjemo mesta Narva, ki je bilo del slednjega. S Tartujsko pogodbo, podpisano leta 1920, je estonsko-ruska meja potekala nekoliko vzhodneje od reke, do 10 kilometrov, zlasti pa je bilo mesto Ivangorod dodeljeno Estoniji. Leta 1944 je bilo nekdanje estonsko ozemlje vzhodno od reke preneseno v rusko SFSR in tako je bila Narva ustanovljena kot vzhodna meja Estonske SSR, notranje meje znotraj ZSSR. Leta 1991 je ista meja dejansko postala meja med Estonijo in Rusijo. Čeprav od takrat še ni bila ratificirana nobena uradna mejna pogodba, je danes Narva vzhodna meja Evropske unije in schengenskega območja.
- Cestni most Talin-Sankt Peterburg
- Slapišče Joala spompladi 2010
- Narva teče med gradom Hermann in trdnjavo Ivangorod
- Ribiško tekmovanje "Narva Salmon 2014"

### Mostovi
Reko Narvo prečka le peščica mostov med Narvo in Ivangorodom. Poleg jezu zbiralnika Narva so v spodnjem vrstnem redu še:
- most za pešce pod otokom Kreenholm
- Talin – Sankt Peterburški železniški most
- Talin – Sankt Peterburški cestni most na E20 tik ob toku gradu Hermann in trdnjave Ivangorod. Most z imenom Most prijateljstva je bil zgrajen leta 1960 in je dolg 162 metrov.